# Sympetrum darwinianum
Sympetrum darwinianum är en trollsländeart som först beskrevs av Selys 1883.  Sympetrum darwinianum ingår i släktet ängstrollsländor, och familjen segeltrollsländor. Inga underarter finns listade i Catalogue of Life.

## Bildgalleri

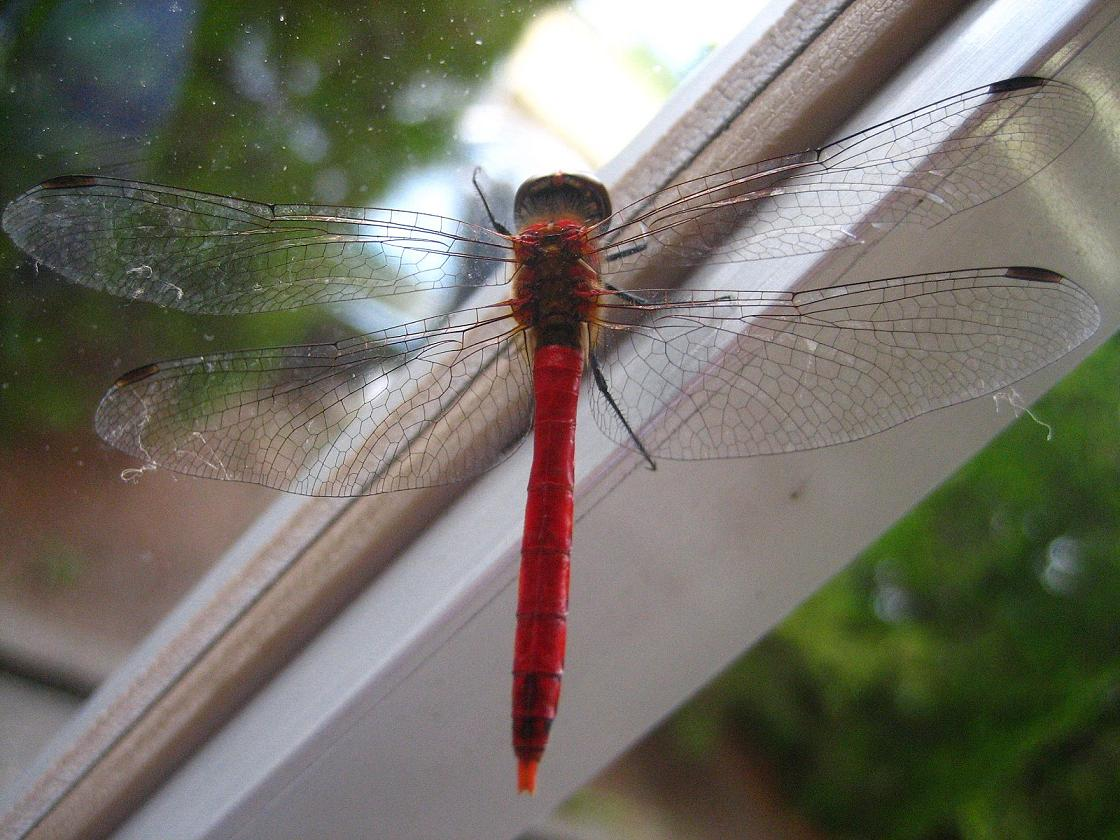
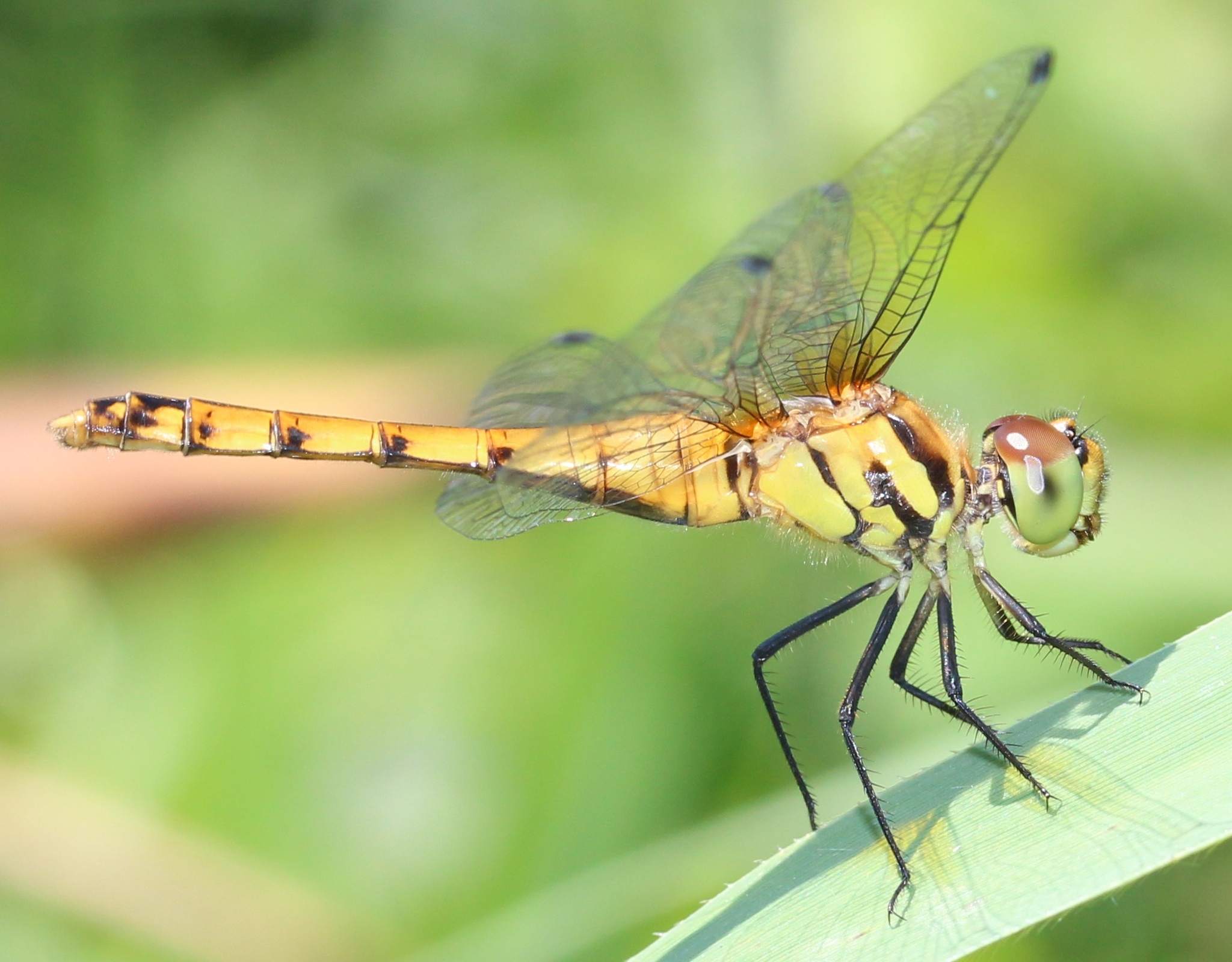
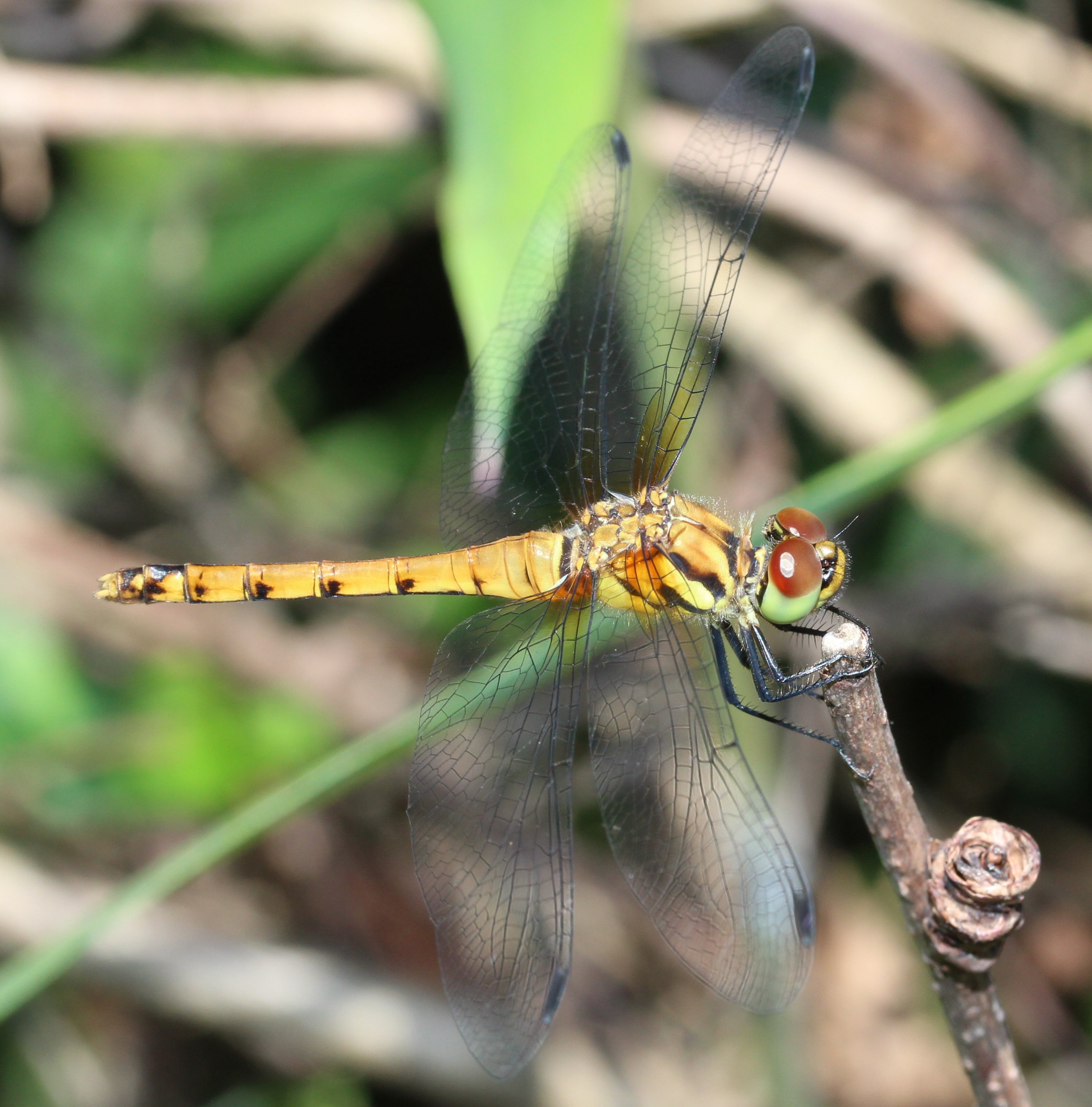
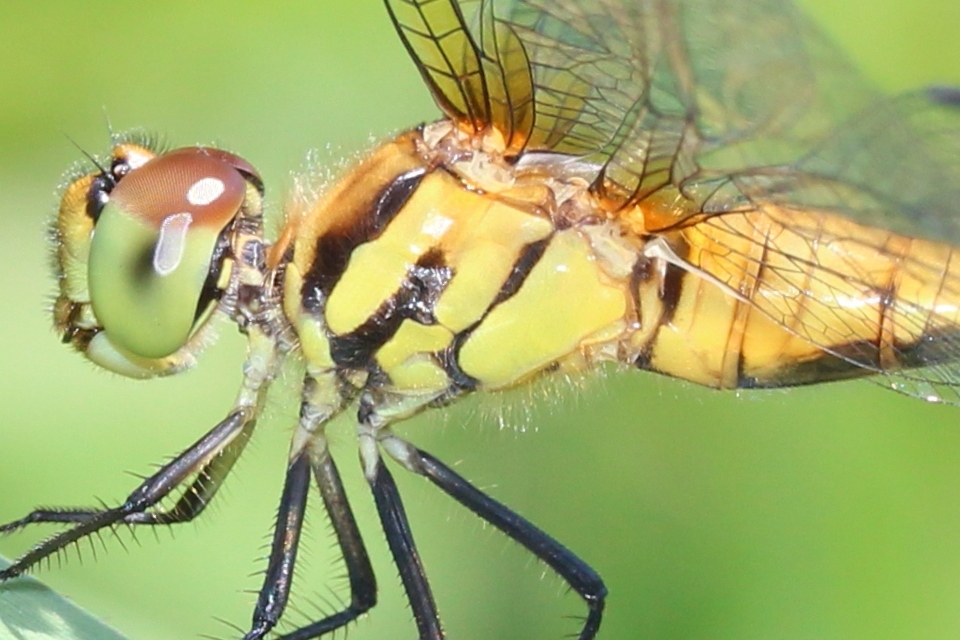